# Po čertech velký turné 2024
Po čertech velký turné 2024 je koncertní turné české rockové skupiny Kabát, které se koná v rámci 35. výročí existence kapely ve stejné sestavě. Koncerty probíhají jak v Česku, tak i na Slovensku. Jeviště je, již poněkolikaté, koncipováno tak, aby každý divák měl stejný vjem ze všech stran. Scénu doplňujé nové hydraulické a motorizované prvky, jak ve vertikální, tak v horizontální rovině, které mohou rozhýbat a proměnit celou scénu. Součástí scény je také molo, které vede na malé pódium mezi diváky, skupina tu (včetně bubeníka) odehrává set čtyř písní. 
Kytarista Ota Váňa tradičně na turné představil výroční signature model kytary Jolana Tornado, který zdobí nápis "XXXV Kabát". Bubeník Radek "Hurvajs" Hurčík využil dvě bicí soupravy, jedno na hlavní části stage, druhé na malém pódiu mezi diváky. 
Pozvánkou kapely na turné byl klip „Oni“, který vznikl ze záběrů jihlavského koncertu v červenci 2024.

## Setlist
Seznam bude uvádět všechny písně, které skupina odehraje za celé turné, včetně jihlavského koncertu.
Děvky ty to znaj
- "Porcelánový prasata"
- "Žízeň"

Země plná trpaslíků
- "Piju já, piju rád"

Čert na koze jel
- "Wonder"

MegaHu
- "Bruce Willis"
- "Šaman"

Go satane go
- "Go satane go"
- "V pekle sudy válej"
- "Na sever"
- "Bára"

Suma Sumárum: The Best Of
- "Pohoda"

Dole v dole
- "Dole v dole"
- "Stará Lou"
- "Kalamity Jane"

Corrida
- "Corrida"
- "Burlaci"
- "Úsměv pana Lloyda"
- "Malá dáma"
- "Kdoví jestli"

Banditi di Praga
- "Banditi di Praga"
- "Don Pedro von Poltergeist"
- "Ebenový hole"

Do pekla/do nebe
- "Western Boogie"
- "Valkýra"
- "Houby magický"
- "Brousíme nože"

El Presidento
- "El Presidento"
- "Rumcajs miloval Manku"
- "Oni"

Setlist
1. "Intro" ("Brousíme nože")
2. "Brousíme nože"
3. "Porcelánový prasata"
4. "Piju já, piju rád"
5. "Corrida"
6. "Rumcajs miloval Manku"
7. "Malá dáma"
8. "Don Pedro von Poltergeist"
9. "Wonder"
B-stage set[pozn. 1]
10. "V pekle sudy válej"
11. "Bruce Willis"
12. "Starej bar"
13. "Stará Lou"
14. "Houby magický"
15. "Dole v dole"
16. "Kalamity Jane"
17. "Na sever"
18. "Go satane go"
19. "El presidento"
20. "Oni"
21. "Burlaci"
22. "Úsměv pana Lloyda"
23. "Bára"
24. "Western Boogie"
25. "Šaman"
26. "Žízeň"
Přídavek
27. "Banditi di Praga" (laser intro)
28. "Pohoda"
29. "Kdoví jestli"

## Seznam koncertů
| Datum             | Město            | Stát          | Místo                             |
| Letní koncert     | Letní koncert    | Letní koncert | Letní koncert                     |
| ----------------- | ---------------- | ------------- | --------------------------------- |
| 6. července 2024  | Jihlava          | Česko         | Vysočina Fest – Amfiteátr Jihlava |
| Turné             |                  |               |                                   |
| 28. září 2024     | Chomutov         | Česko         | Rocknet aréna                     |
| 1. října 2024     | Karlovy Vary     | Česko         | KV Arena                          |
| 3. října 2024     | Plzeň            | Česko         | LogSpeed CZ Aréna                 |
| 5. října 2024     | České Budějovice | Česko         | Budvar aréna                      |
| 7. října 2024     | Brno             | Česko         | Winning Group Arena               |
| 8. října 2024     | Brno             | Česko         | Winning Group Arena               |
| 10. října 2024    | Bratislava       | Slovensko     | Zimný štadión Ondreja Nepelu      |
| 12. října 2024    | Zvolen           | Slovensko     | Ice Arena Zvolen                  |
| 15. října 2024    | Košice           | Slovensko     | Steel Aréna                       |
| 17. října 2024    | Poprad           | Slovensko     | Zimný štadión mesta Poprad        |
| 19. října 2024    | Třinec           | Česko         | Werk Arena                        |
| 22. října 2024    | Ostrava          | Česko         | Ostravar Aréna                    |
| 24. října 2024    | Zlín             | Česko         | Trinity Bank Arena Luďka Čajky    |
| 26. října 2024    | Prostějov        | Česko         | Zimní stadion Prostějov           |
| 29. října 2024    | Pardubice        | Česko         | enteria arena                     |
| 31. října 2024    | Hradec Králové   | Česko         | ČPP Aréna                         |
| 2. listopadu 2024 | Ústí nad Labem   | Česko         | Zimní stadion                     |
| 5. listopadu 2024 | Liberec          | Česko         | Home Credit Arena                 |
| 8. listopadu 2024 | Praha            | Česko         | O2 Arena                          |
| 9. listopadu 2024 | Praha            | Česko         | O2 Arena                          |